# Edolisoma dohertyi
Edolisoma dohertyi là một loài chim trong họ Campephagidae.